# Bolbocerodema kiyoyamai
Bolbocerodema kiyoyamai es una especie de coleóptero de la familia Geotrupidae.

## Distribución geográfica
Habita en Taiwán (China).